# Michael J. Smith (astronaut)
Michael John Smith (n. 30 aprilie 1945 - d. 28 ianuarie 1986), cunoscut ca Mike Smith,  a fost un astronaut NASA, care a fost pilot al navetei spațiale Challenger în misiunea STS-51-L, murind în explozia navetei spațiale la 73 de secunde după lansare. 